# George Herbert Wood
Pour les articles homonymes, voir George Wood et Wood.
George Herbert Wood est un homme d'affaires canadien, né le 17 février 1867 et mort le 15 mai 1949. il est le cofondateur de la Wood Gundy and Company (en), compagnie de courtage basée à Toronto en Ontario en 1905, avec James Henry Gundy (en).

## Biographie
Né à Rock Ferry (en) en Angleterre, Wood immigre au Canada avec sa famille en 1874.
Après ses études, il travaille avec son père George William Wood à l'Atlas Assurance Company puis à la Dominion Securities. Il prend sa retraite des affaires en 1930 et meurt à son domicile de Toronto en 1949,.

## Héritage
Son nom et celui de Gundy sont associés à la branche d'investissement de détail de la CIBC World Markets.